# Lincoln (Missouri)
Lincoln – miasto w Stanach Zjednoczonych, w stanie Missouri, w hrabstwie Benton.